# فولنويي (أديغيا)
فولنويي (بالروسية: Вольное) هي مدينة في جمهورية أديغيا في روسيا.